# Ляшко Веніамін Іванович
Веніамі́н Іва́нович Ляшко́ (10 серпня 1925, Макан — 18 липня 1980) — радянський військовий діяч, генерал-лейтенант, начальник Київського вищого загальновійськового командного училища у 1972—1980 роках.

## Життєпис
Народився 10 серпня 1925 року в селі Макан (тепер Хайбуллінського району Башкортостану) в селянській родині. Українець. В Червоній армії з січня 1943 року. Призваний Черемховським райвійськкомісаріатом Іркутської області. На посадах командирів мінометного взводу і мінометної роти брав участь у німецько-радянській війні в складі військ 1-го Прибалтійського і Ленінградського фронтів. Член ВКП(б) з 1944 року.
Після закінчення війни і завершення навчання у Військовій академії імені М. В. Фрунзе командував полком і гвардійською мотострілецькою дивізією імені П. І. Чапаєва. З 1972 по 1980 — начальник Київського вищого загальновійськового командного двічі Червонопрапорного училища імені М. В. Фрунзе. Брав активну участь у суспільно-політичному житті. Обирався делегатом XXIV з'їзду КПРС, XXV з'їзду Компартії України, був членом Київського міськкому партії, неодноразово обирався депутатом місцевих Рад народних депутатів.

Могила Веніаміна Ляшка

Помер 18 липня 1980 року через хворобу. Похований в Києві, на Лук'янівському військовому кладовищі.

## Нагороди
- орден Червоного Прапора,
- орден Вітчизняної війни I і II ступеня,
- орден Червоної Зірки,
- орден «За службу Батьківщині в Збройних Силах СРСР» III ступеня,
- багатьма медалями
- Почесна грамота Президії Верховної Ради УРСР